# Saxifraga sikkimensis
Saxifraga sikkimensis är en stenbräckeväxtart som beskrevs av Adolf Engler. Saxifraga sikkimensis ingår i Bräckesläktet som ingår i familjen stenbräckeväxter. Inga underarter finns listade i Catalogue of Life.